# 旧栗盛吉蔵邸
旧栗盛吉蔵邸（きゅうくりもりきちぞうてい）は、奈良県奈良市高畑町にある建築物。奈良県内唯一のヴォーリズ建築であるとされる。

## 歴史

### 施工
1930年代の建築とされ、施主はこの土地を1934年（昭和9年）に取得した、日本画家の栗盛吉蔵であったとされる。栗盛は近隣で暮らした志賀直哉とも交流があり、志賀を中心とした高畑サロンの一員でもあった。栗盛は同邸の設計をヴォーリズに依頼し、さらにその敷地の一部を南に隣接する日本基督教団奈良高畑教会に寄贈した。現在は建て替えられているが、同教会もヴォーリズに設計を依頼したという。施工の時期の高畑町では、奈良公園の景観に配慮するよう県が定めており、同邸は落ち着いた外観ながらもモダンな印象を与える意匠を備えている。

### 再発見
登記簿によると1936年に所有権が移った記録があり、その後所有者が関東地方に引っ越したため長らく空き家となっている。2007年（平成19年）、同邸入手時にヴォーリズ設計と聞いていた所有者から、奈良市文化財課に文化的価値についての問い合わせがあった。この連絡を受けた奈良市により調査が実施され、意匠や残された資料などからヴォーリズの設計だと判明したという。

### 解体危機と保存運動
2025年（令和8年）3月に、大和ハウス工業が購入し、老朽化が進んでいるために同邸を解体して宅地分譲を行う方針が示された。これを受け、周辺住民有志らによる保存活用を求める要望書が、同年5月1日付で同社に提出されている。これをうけ、同年のゴールデンウィーク明けに予定されていた解体工事は当面見合わせとなった。

## 建物概要
- 竣工年：1930年頃[2]
- 構造： 木造[2]
- 敷地面積: 483㎡[3]
- 床面積: 1階107㎡、2階97㎡[3]
- 階数: 2階建[1]
- 外壁: モルタル[1]
- 屋根形式: 切妻[1]
- 屋根仕上げ: 瓦葺[2]
- 窓: 円窓[2]